# Chris Dercon
Chris Dercon (Lier, 30 juli 1958) is een Belgische kunsthistoricus en museumdirecteur. 

## Levensloop
Dercon studeerde van 1976 tot 1982 in Amsterdam en Leiden kunstgeschiedenis, theaterwetenschappen en filmtheorie. Van 1990 tot 1995 was hij directeur van Kunstcentrum Witte de With in Rotterdam en van 1996 tot 2003 directeur van Museum Boijmans Van Beuningen, eveneens in Rotterdam. Zijn periode in het Rotterdamse museum was niet geheel onomstreden. 
Van 2010 tot 2016 was Dercon directeur van Tate Modern in Londen. Onder zijn leiding behaalde het museum een record aan bezoekers en zijn digitale strategie leidde tot een laagdrempeliger museum. Van 2016 tot april 2018 gaf hij leiding aan het Berlijnse theater Volksbühne. Dit ging met ophef gepaard en leidde zelfs tot een bezetting van het theater en het vertrek van enkele leden van het gezelschap, waaronder Sophie Rois.
In 2016 werd hij bekroond met de Christoffel Plantin Prijs.
In november 2018 benoemde de Franse regering hem voor vijf jaar tot directeur van de Réunion des Musées Nationaux-Grand Palais in Parijs. Hij kreeg een grote taak: er was een renovatie van zo'n 466 miljoen euro gepland.
- Bibliothèque nationale de France: cb135248915 (data)
- Digitale Bibliotheek voor de Nederlandse Letteren: derc004
- Gemeinsame Normdatei: 12353058X
- International Standard Name Identifier: 0000 0000 7778 9493
- Library of Congress Control Number: n88215834
- Nationale Bibliotheek van Letland: 000253032
- Nationale Bibliotheek van Tsjechië: mub20211106967
- Nationale Bibliotheek van Israël: 987007439794505171
- Nederlandse Thesaurus van Auteursnamen: 071430202
- RKD-Nederlands Instituut voor Kunstgeschiedenis: 424378
- Système universitaire de documentation: 050328735
- Union List of Artist Names: 500384409
- Virtual International Authority File: 69837607
- WorldCat: E39PBJd3RbQKbbX6dcVkBD8KVC